# На шляху в Берлін
«На шляху в Берлін» (рос. «На пути в Берлин») — російський радянський повнометражний чорно-білий художній фільм, поставлений на Ленінградської ордена Леніна кіностудії «Ленфільм» в 1969 році режисером Михайлом Єршовим. 
Прем'єра фільму в СРСР відбулася 14 липня 1969 року.

## Зміст
Фільм розповість про те, як складалися долі офіцерів і солдатів напередодні завершення Другої світової війни. Попереду чекала кривава битва за Берлін, але в повітрі вже витав аромат близької перемоги. Хоча кожен переживав цей час по-різному.

## Ролі
- Василь Краснов — полковник Олексій Іванович Петров
- Микола Трофимов — старший лейтенант Іван Єгорович Зайцев, зв'язківець
- Сергій Карнович-Валуа — командувач Сергій Костянтинович Коновалов
- Степан Крилов — генерал, член Військової Ради
- Юрій Фісенко — Толя з Тамбова
- Сергій Дворецький — капітан-танкіст Володя Кравченко
- Гелій Сисоєв — Крутіков
- Микола Кузьмін — Габідуллін
- Павло Первушин — Петро Лукич
- Михайло Катерининський — Леонід Сергійович
- Микола Федорцов — капітан, комбат
- Антоніна Шуранова — лікар Тетяна Михайлівна
- Олександр Захаров — генерал Кребс

## В епізодах
- Олександр Афанасьєв — полковник
- Олег Білов — солдат, слюсар VII розряду в мирному житті
- Олег Хроменков — вусатий солдат
- Ігор Михайлов — епізод
- Олексій Кожевников — черговий, капітан Борис Никітин (в титрах зазначений як — Л. Кожевников)
- Олександр Суснін — полковник німецької армії, парламентер
- В. Лаленков — епізод
- Дітмар Ріхтер — німець
- Олександр Ушаков — епізод
- Є. Гончарова — перекладачка
- Сергій Чернов — Геббельс
- Георгій Тейх — німець, співчуваючий
- Кирило Гунн — господар вар'єте
- Б. Румянцев — епізод
- Г. Солунин — епізод
- Є. Тихомірова — епізод
- А. Капрак — солдат
- Володимир Карпенко — солдат
- Юрий Башков — епізод
- С. Голубєв — солдат
- Альберт Печніков — солдат (в титрах не вказаний)
- Вадим Яковлєв  — епізод (в титрах не вказаний)

## Знімальна група
- Автори сценарію - Борис Васильєв, Кирило Рапопорт, Юрій Челюкін
- Постановка - Михайла Єршова
- Головні оператори - Микола Жилін, Віктор Карасьов
- Головний художник - Михайло Іванов
- Композитор - Веніамін Баснер
- Звукооператор - Володимир Яковлєв
- Текст пісень - Михайла Матусовського
- Режисер - Г. Бєглов
- Оператор - Л. Александров
- Художники-гримери - Е. Єршова, О. Смирнова
- Художник по костюмах - Олена Амшинська
- Художник-декоратор - В. Слонєвський
- Монтажер - Ізольда Головко
- Редактор - Ірина Тарсанова
- Асистенти:
режисера - М. Полинова, В. Синило, С. Бараден
оператора - В. Коган, Вадим Лунін
- Комбіновані зйомки:
Оператор - Георгій Варгина
Художник - В. Соловйов
- Майстер-піротехнік - П. Кудрявцев
- Військовий консультант - генерал-армії М. М. Попов
- Оркестр Ленінградської Державної філармонії
Диригент - Юрій Серебряков
- Директор картини - Микола Нейолов
- У фільмі використані матеріали Держфільмофонду та Центрального Державного архіву кінофотодокументів СРСР